# Lendemeriella
Lendemeriella is een geslacht van korstmossen behorend tot de familie Teloschistaceae. De typesoort is Lendemeriella reptans.

## Geslachten
Volgens Index Fungorum telt het geslacht negen soorten (peildatum oktober 2021):
| Soortnaam                   | Auteur(s)                                                                 | Publicatiejaar |
| --------------------------- | ------------------------------------------------------------------------- | -------------- |
| Lendemeriella aureopruinosa | I.V. Frolov, Vondrák, Arup, Konoreva, S. Chesnokov, Yakovczenko & Davydov | 2021           |
| Lendemeriella borealis      | (Vain.) S.Y. Kondr.                                                       | 2020           |
| Lendemeriella dakotensis    | (Wetmore) S.Y. Kondr.                                                     | 2020           |
| Lendemeriella exsecuta      | (Nyl.) S.Y. Kondr.                                                        | 2020           |
| Lendemeriella lucifuga      | (G. Thor) S.Y. Kondr.                                                     | 2020           |
| Lendemeriella nivalis       | (Körb.) S.Y. Kondr.                                                       | 2020           |
| Lendemeriella reptans       | (Lendemer & B.P. Hodk.) S.Y. Kondr.                                       | 2020           |
| Lendemeriella sorocarpa     | (Vain.) S.Y. Kondr.                                                       | 2020           |
| Lendemeriella tornoensis    | (H. Magn.) S.Y. Kondr.                                                    | 2020           |